# Habrophyes
Habrophyes là một chi bướm đêm thuộc họ Noctuidae.

## Các loài
- Habrophyes xuthosoma Turner, 1909